# Panji Jaya
Panji Jaya is een bestuurslaag in het regentschap Ogan Komering Ulu van de provincie Zuid-Sumatra, Indonesië. Panji Jaya telt 1325 inwoners (volkstelling 2010).